# Friedrich August von Quenstedt
Friedrich August von Quenstedt (10 de julho de 1809 – 21 de dezembro de 1889) foi um geólogo e paleontólogo alemão.

## Vida
Von Quenstedt nasceu em Eisleben, na Saxônia, e foi educado na Universidade Humboldt de Berlim. Após um período como assistente no museu mineralógico, foi nomeado professor associado (1837) e depois professor (1841) de mineralogia e geognosia na Universidade Eberhard Karls de Tübingen.

## Trabalho
Seus trabalhos iniciais relacionavam-se principalmente com cristalografia e mineralogia, sobre os quais publicou livros-texto que foram amplamente utilizados. No entanto, ele também se tornou distinto por suas pesquisas em paleontologia, especialmente por aquelas sobre os fósseis do sistema Jurássico.
Em 1845, ele desenvolveu um sistema trinomial de nomenclatura para amonitas jurássicas, que causou algumas dificuldades para taxonomistas posteriores. Ele investigou séries de fósseis de amonitas que pareciam representar as formas enroladas e desenroladas de conchas similares, e considerou que surgiam como formas 'patológicas'. Ele também escreveu vários artigos sobre pterossauros.
Cinco gêneros foram nomeados em sua honra: o gênero de molusco bivalve Quenstedtia Morris & Lycett 1854 e o gênero (homônimo) de celenterado Quenstedtia Rominger 1876, o gênero de celenterado Quenstedtiphyllia Melnikova 1975, o gênero de amonita Quenstedtoceras Hyatt, 1876, e o gênero de crinoide Quenstedticrinus Klikushin 1987. Também o epíteto específico de Proganochelys quenstedti foi nomeado em sua homenagem.
O mineral quenstedtita foi nomeado em sua honra por G. Linck em 1888.
Quando Maria von Linden escreveu seu primeiro artigo sobre os depósitos minerais no Rio Hürbe, foi lido na sociedade geológica de Karlsruhe (por um homem) em 1890. O artigo foi notado por Quenstedt, que apoiou suas ambições. Linden tornou-se a primeira mulher na Alemanha a ser chamada de professora.

## Principais publicações
Suas principais publicações foram:
- Method der Krystallographie (1840)

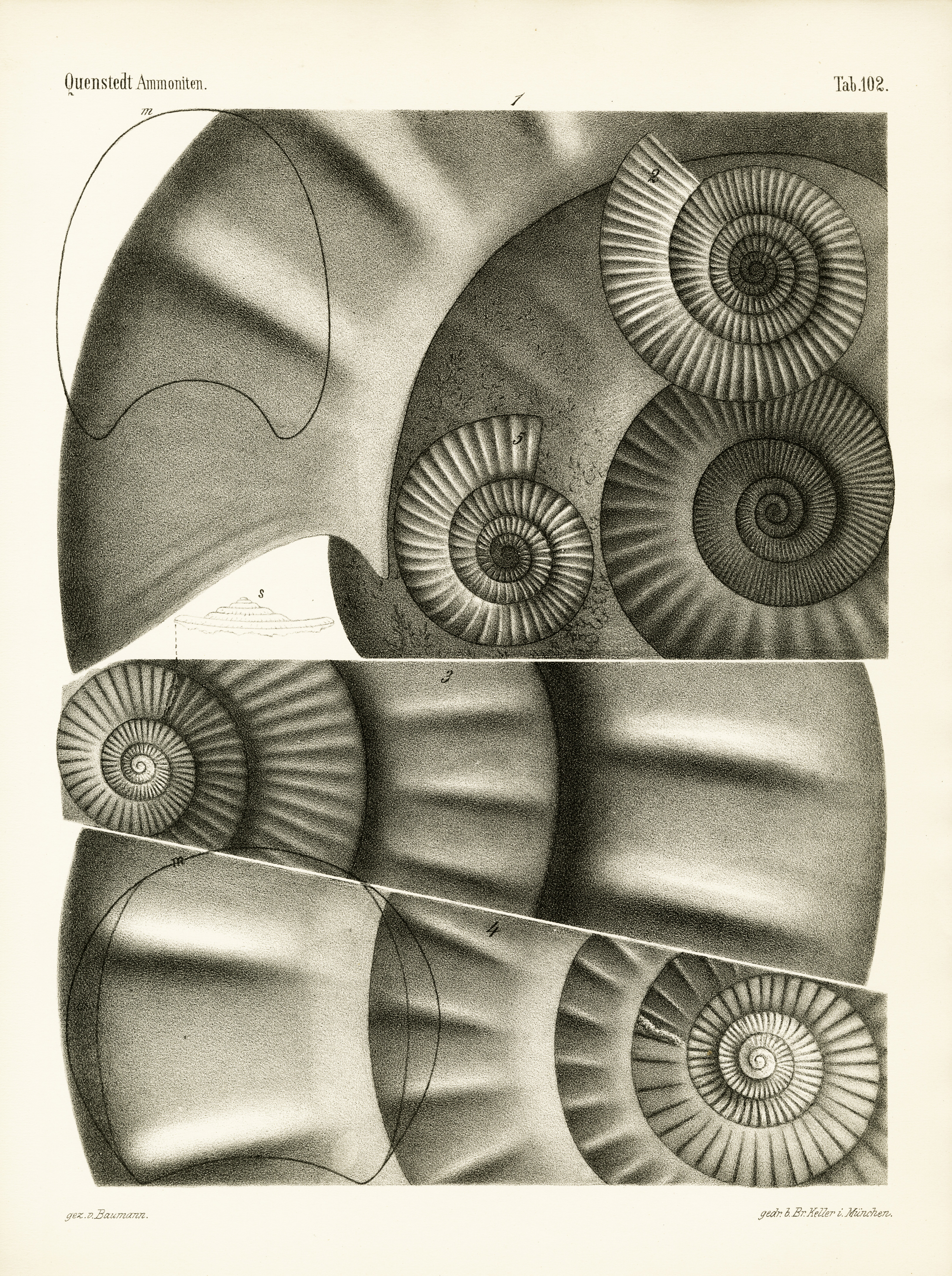
Prancha 102 de Die Ammoniten des Schwäbischen Jura (1883-85) por Friedrich August von Quenstedt.

- Das Flözgebirge Wurttembergs (1843)
- Petrefactenkunde Deutschlands (7 vols. e atlas, 1846–84)
- Die Cephalopoden (1846–49)
- Handbuch der Petrefactenkunde (2 vols., 1852, 2ª ed. 1867, 3ª ed. 1882-85)
- Der Jura (2 vols, 1858)
- Handbuch der Mineralogie (1855, 3ª ed. 1877)
- Die Ammoniten des Schwäbischen Jura (1883–84).

## Outras referências
Obituário por WT Blanford, Quart. Journ. Geol. Soc. vol. xlvi. pp. 51–52,1890.